# Мель, Пауль
Пауль Мель (нем. Paul Mehl; 21 мая 1912, 16 апреля 1912 или 21 апреля 1912, Штур, Нижняя Саксония — 6 мая 1972, Дюссельдорф) — немецкий футболист, играл на позиции полузащитника. Участник Олимпийских игр 1936 года.

## Биография

### Клубная карьера
На протяжении своей карьеры, насчитывавшей 13 сезонов, играл только за дюссельдорфскую «Фортуну», в составе которой в 1933 году выиграл чемпионский титул. Он был одним из лучших атакующих полузащитников в то время. Всего за дюссельдорфский клуб он сыграл в общей сложности около 300 матчей. За свою карьеру поиграл на позиции нападающего и левого защитника.
После окончания Второй мировой войны возобновил футбольную карьеру и играл за дюссельдорфскую «Фортуну». Окончательно завершил карьеру в 1948 году.

### Карьера в сборной
В составе олимпийской сборной Германии принимал участие на олимпийском футбольном турнире 1936 года, где сыграл в матче со сборной Люксембурга (9:0). Всего за сборную Германии сыграл 2 матча.

### Военная служба
В 1933 году вступил в НСДАП. В 1940 году был призван на военную службу и направлен в Восточную Пруссию. Осенью 1941 года он получил звание ефрейтора и воевал на Восточном фронте.
После окончания Второй мировой войны и последующей оккупации Германии во время денацификации ему была присвоена категория «попутчик».

### Смерть
Скончался 6 мая 1972 года после продолжительной болезни в возрасте 60 лет.

## Достижения
«Фортуна» (Дюссельдорф)
- Чемпион Германии (1): 1933